# 蛋餅
蛋餅（ダンビン、タンピン）とは、台湾の餅と卵の焼きクレープ巻きで、台湾の伝統的な朝食の1つである。
漢字表記としては、卵餅や玉子餅とも書かれる。日本では蛋餅を「台湾クレープ」や「台湾トルティーヤ」と翻訳する場合もある。
特徴として、小麦粉・もち粉と水を練った生地を薄く焼き、玉子やネギなどの具材を乗せ、卵焼き状に巻いて完成。そのまま食べてもよく、台湾の調味料（醤油膏・甜辣醤）をかけて食べてもいい。台湾では、主に朝食屋、軽食店、屋台などで販売されている。

## 歴史
蛋餅は第二次世界大戦後、中国から来た食べ物で、豆漿と同じく、台湾料理の「眷村菜（ジュンツゥンツァイ）」の1つである。1949年以降、中華民国政府が台湾島に入ってくると、台湾人向けにアレンジされ、中国大陸のものとは違った味わいに変化した。
バラエティーが非常に豊富で、普通の生地は小麦粉やもち粉で作られるが、片栗粉やサツマイモ粉を小麦粉に混ぜ込んで、食感に少しねっとり感があるものもある。また、台湾の朝食の定番となっているが、昼食や夕食でも食べられる。
蛋餅は台湾の北部、南部、中部、東部でそれぞれ異なる食感がある。北部の蛋餅はサツマイモ粉を入れず、代わりに強火で焼き上げ、カリカリ・サクサクの食感を重視している。南部では、もっちりとした食感が重視され、味付けには少し甘みが加わっている。

## 種類
台湾では、蛋餅には非常に多くの種類がある。同じ店でも、蛋餅の皮の味は同じだが、中に包まれる食材が異なり、その食材によって異なる食感や味が引き出される。また、お客様は1つの蛋餅に複数の食材を入れることができ、たとえば、チーズとハッシュドポテトの組み合わせは台湾で非常に人気があり、この2つの食材を一緒に注文する人が多い。
蛋餅の味は、台湾の繁体字で日本語に翻訳すると、以下のようになる：
- 原味蛋餅　＝　小麦味
- 起司蛋餅　＝　チーズ味
- 薯餅蛋餅　＝　ハッシュドポテト味[3][4]
- 蔬菜蛋餅　＝　野菜味
- 玉米蛋餅　＝　コーン味
- 鮪魚蛋餅　＝　ツナ味
- 火腿蛋餅　＝　ハム味
- 熱狗蛋餅　＝　ソーセージ味
- 培根蛋餅　＝　ベーコン味
- 肉鬆蛋餅　＝　豚肉でんぶ味
- 豬排蛋餅　＝　ハンバーグ味
- 燻鶏蛋餅　＝　スモークチキン味

## ギャラリー

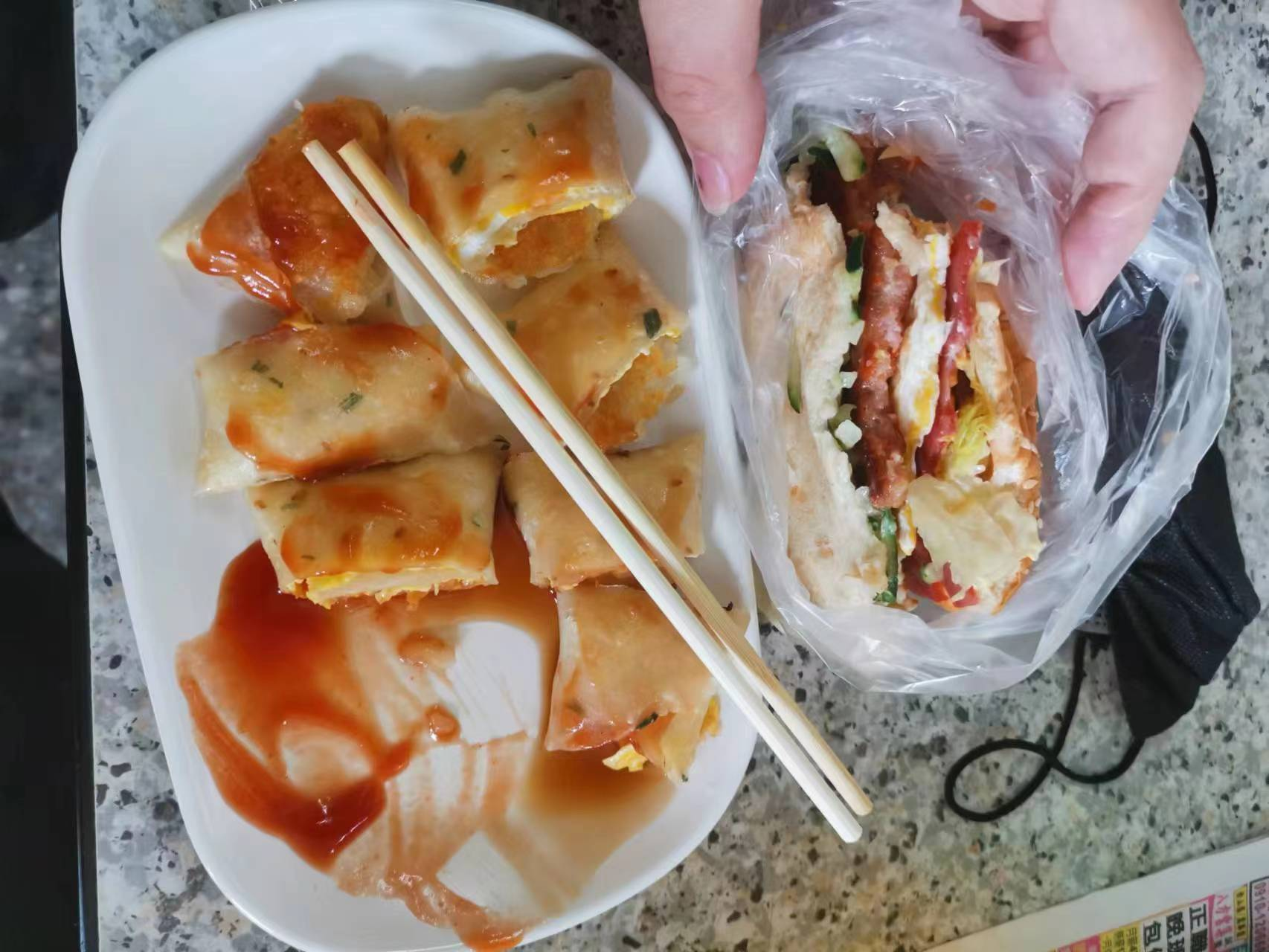
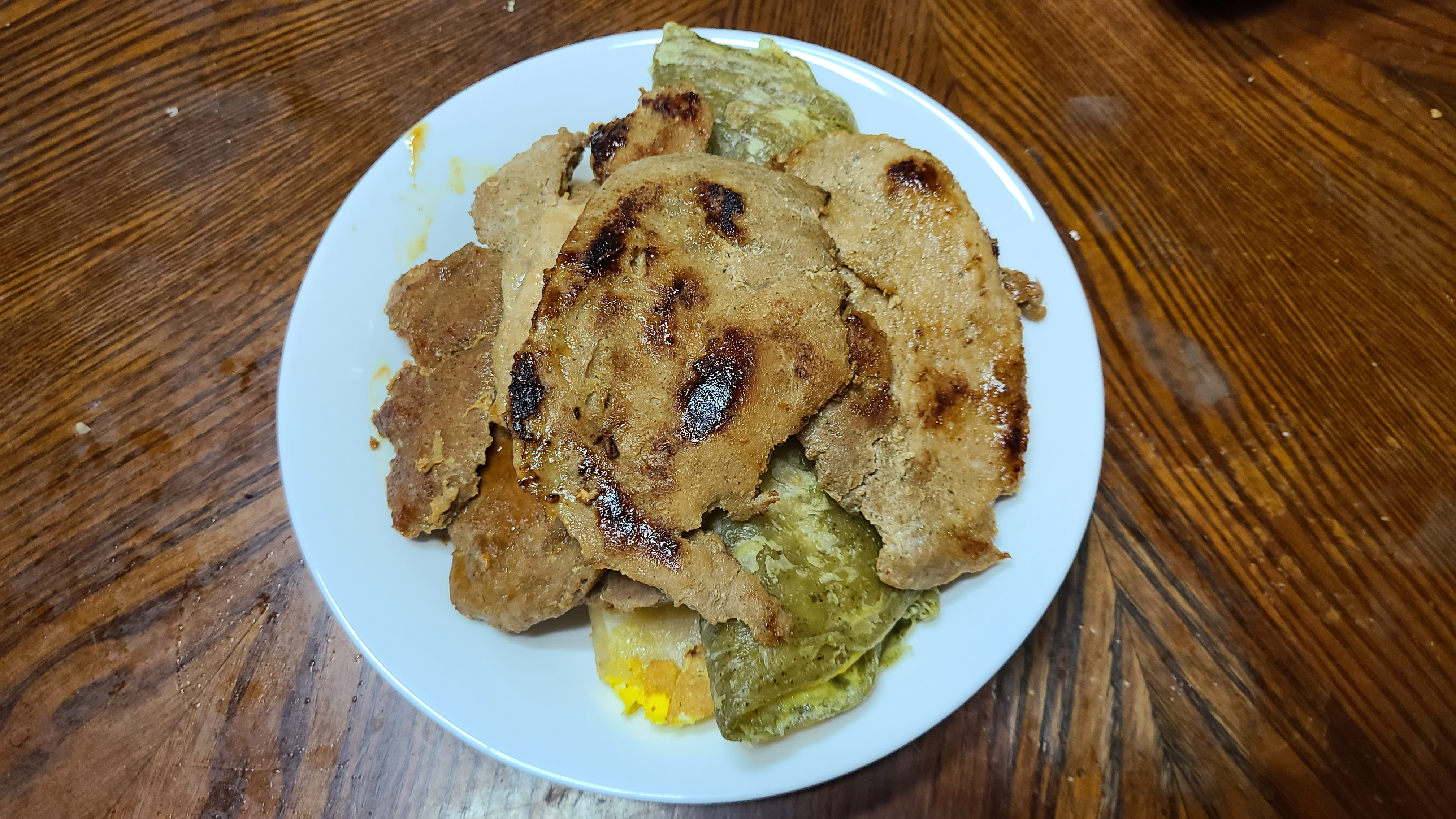
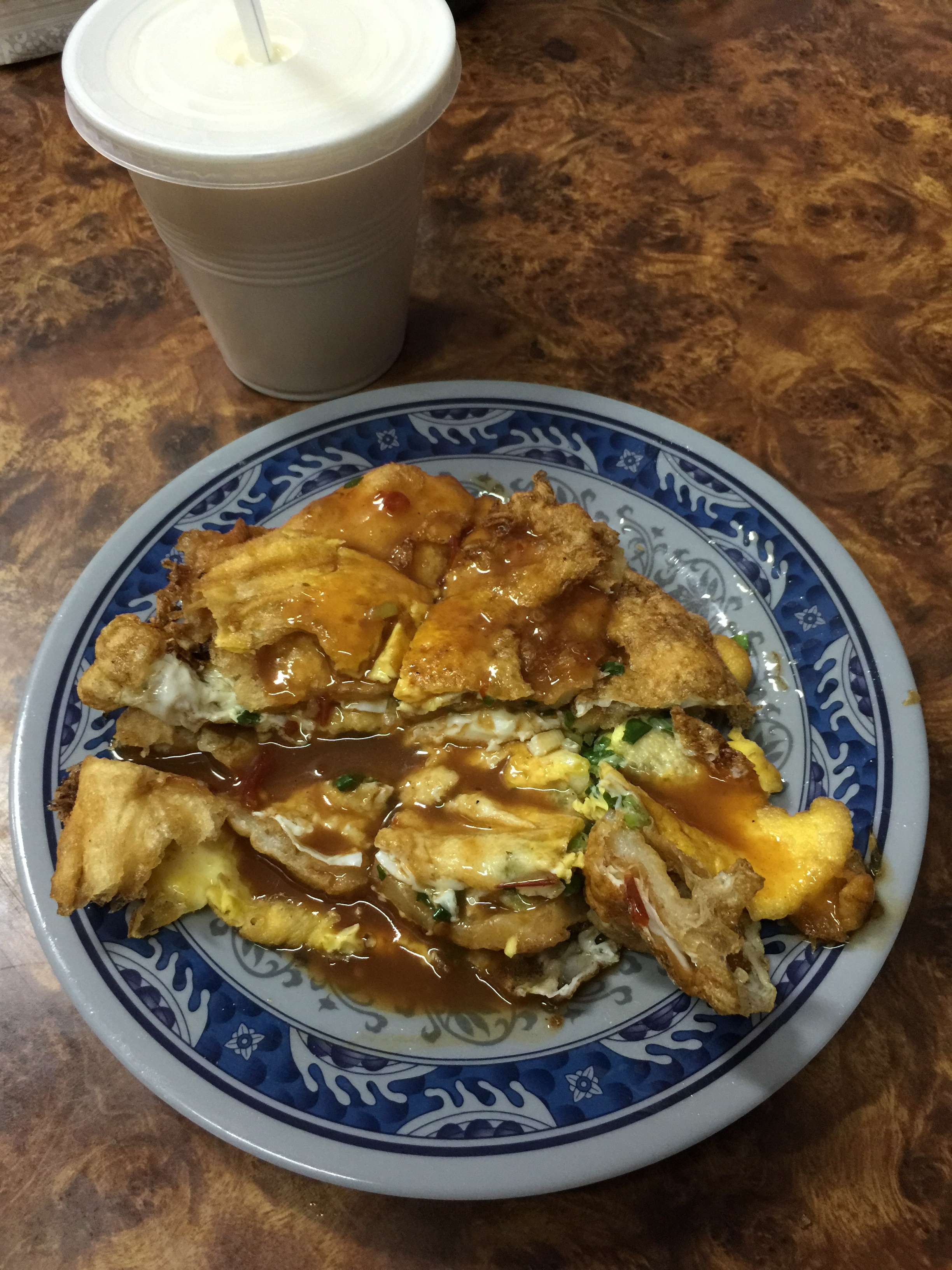
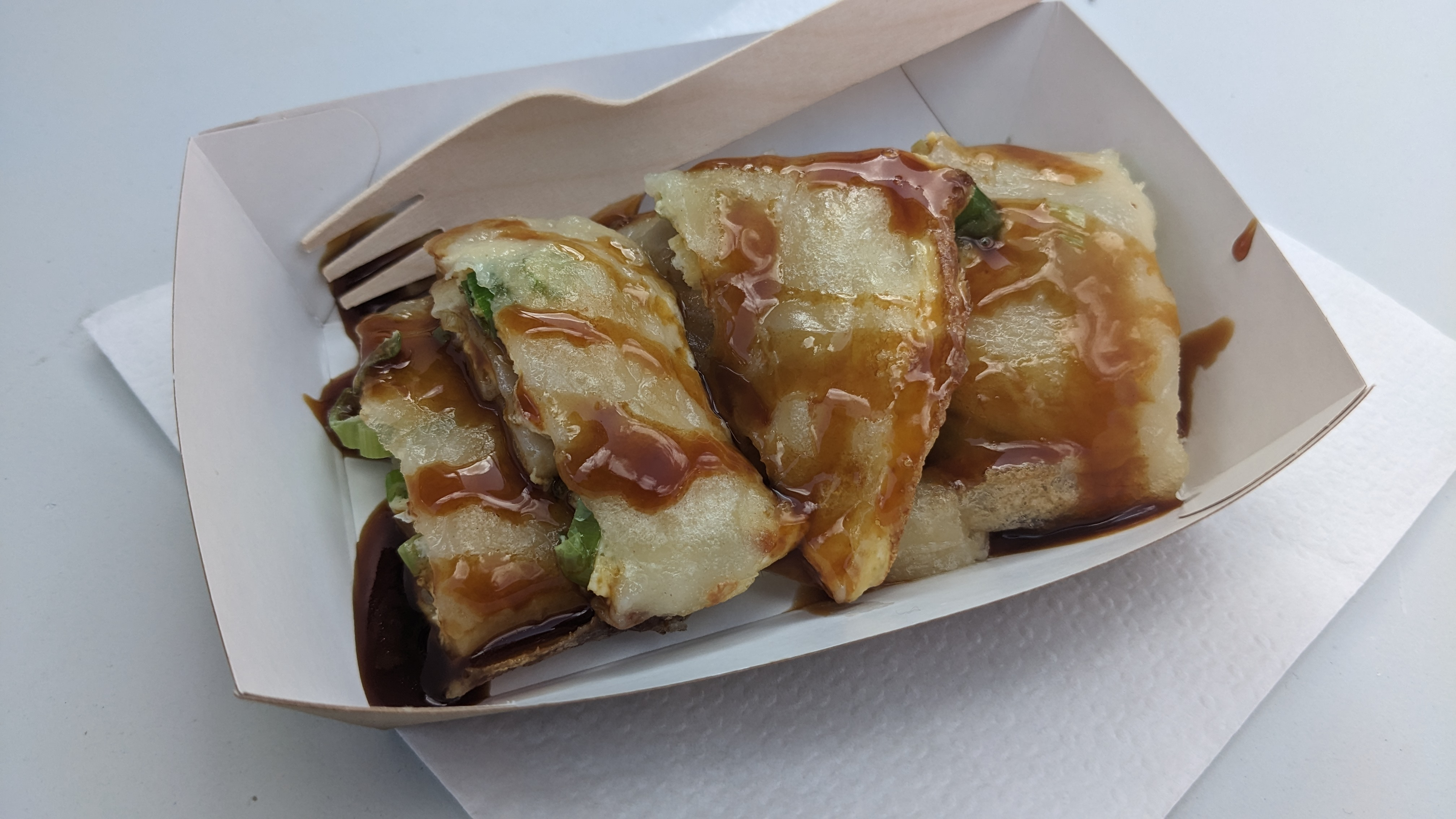
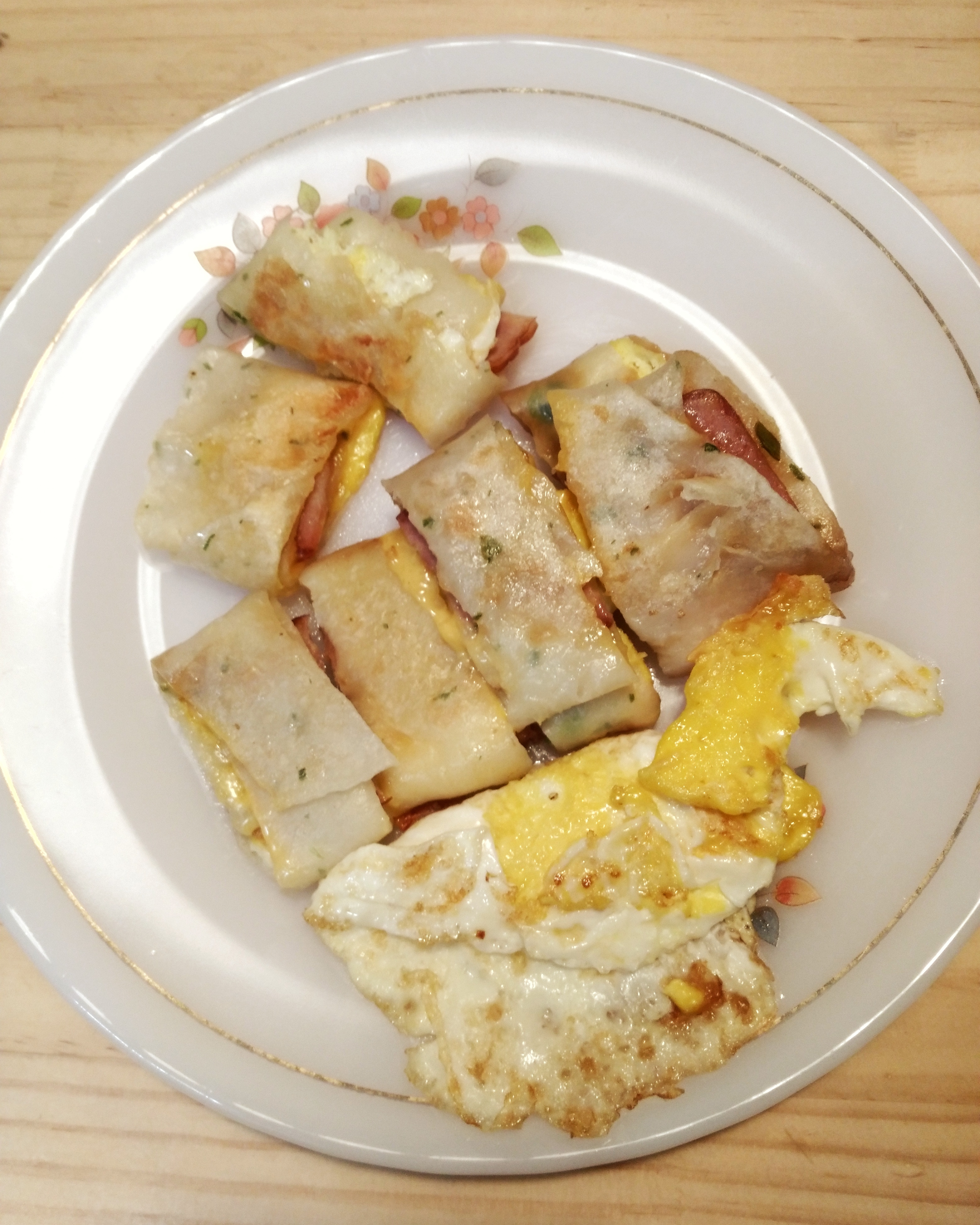
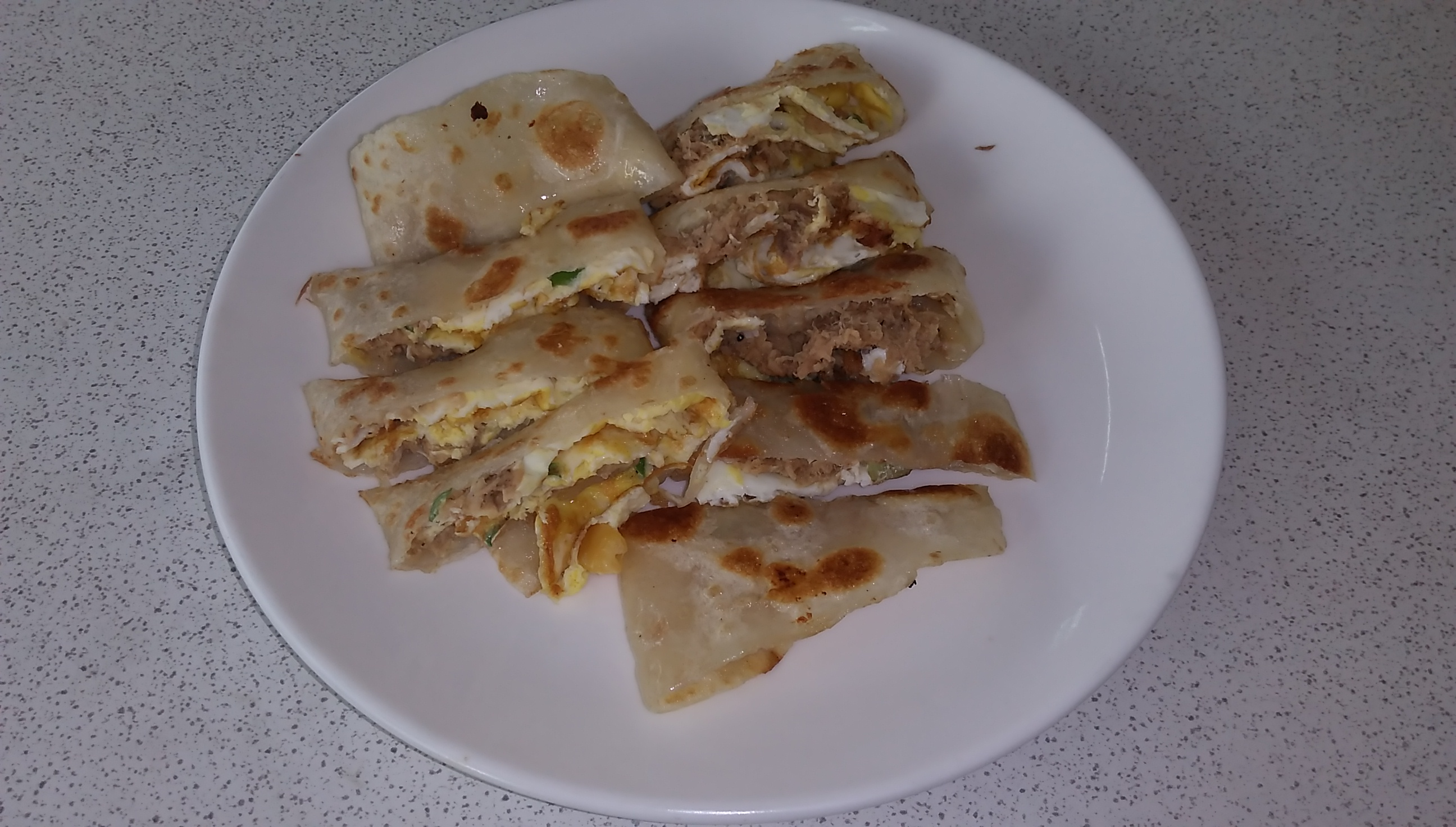